# Henningsen-Gletscher
Der Henningsen-Gletscher ist ein 5 km langer Gletscher auf Südgeorgien. Er fließt in südwestlicher Richtung zur Südküste, die er zwischen Kap Darnley und der Rocky Bay erreicht.
Der South Georgia Survey kartierte ihn im Zuge seiner von 1951 bis 1957 dauernden Vermessungskampagne. Das UK Antarctic Place-Names Committee benannte ihn 1958 nach Leonard Henningsen (1882–1950), Manager des norwegischen Walfangunternehmens Tønsbergs Hvalfangeri in Husvik von 1945 bis 1950.